# جيري باريس
جيري باريس (بالإنجليزية: Jerry Paris)‏ (25 يوليو 1925 في سان فرانسيسكو، كاليفورنيا - 31 مارس 1986 في لوس أنجلس) كان ممثل ومخرج ومنتج أمريكي.

## روابط خارجية
- جيري باريس على موقع IMDb (الإنجليزية)
- جيري باريس على موقع ألو سيني (الفرنسية)
- جيري باريس على موقع أول موفي (الإنجليزية)
- جيري باريس على موقع قاعدة بيانات برودواي على الإنترنت (الإنجليزية)
- جيري باريس على موقع قاعدة بيانات الأفلام السويدية (السويدية)
- جيري باريس على موقع إن إن دي بي (الإنجليزية)
- جيري باريس على موقع قاعدة بيانات الفيلم (الإنجليزية)
- جيري باريس على موقع كينوبويسك (الروسية)